# Lumeijstraat
De Lumeijstraat is een relatief korte straat in Amsterdam Oud-West.
De straat had op de tekentafel nog de naam Emmastraat in de gemeente Sloten (1911). Die gemeente werd geannexeerd door Amsterdam. Aangezien die gemeente al een Emmastraat had, werd zij in 1922 vernoemd naar geuzenleider Willem II van der Marck Lumey.
De straat werd rond 1925 volgebouwd met onderdelen van twee woonblokken. De even huisnummers vormen een deel van een woonblok Lumeijstraat, Reinier Claeszenplein, Reinier Claezenstraat en Maarten Harpertszoon Trompstraat. Het oneven deel vormt een geheel met diezelfde Trompstraat en Bestevaerstraat. In het begin keek de Lumeijstraat naar het noorden uit op de Jan van Galenstraat. Daar lag ten oosten van de Van Rijnschool een open veld totdat dat in 1935 werd volgebouwd. Aan het noordelijk eind van de oneven zijde is al jaren een school gevestigd, vanaf de eind jaren veertig nog van het type Finse school (houtbouw), later traditionele bouw.
De bebouwing van de straat bestaat uit de voor Amsterdam normale aaneengebouwde huizenseries uit de jaren twintig. Echter het begin van de straat van zowel de even als oneven kant kent architectonische historie. Aan de even zijde is vroeg werk van Co Franswa te zien in de Amsterdamse School-stijl. Ook de overzijde kent soortgelijke bouw. De woningen werden alle opgeleverd inclusief kelder. De keldermuren moesten later verstevigd worden, toen het waterpeil hier verhoogd werd (zie Admiralengracht). De laatste woningen aan de oneven zijde (bij de school) zijn van aanmerkelijk jongere datum (1994). De laatste huisnummers aan de even zijde behoren tot een gemeentelijk monument, de zuidelijke gevelwand van het Reinier Claeszenplein.

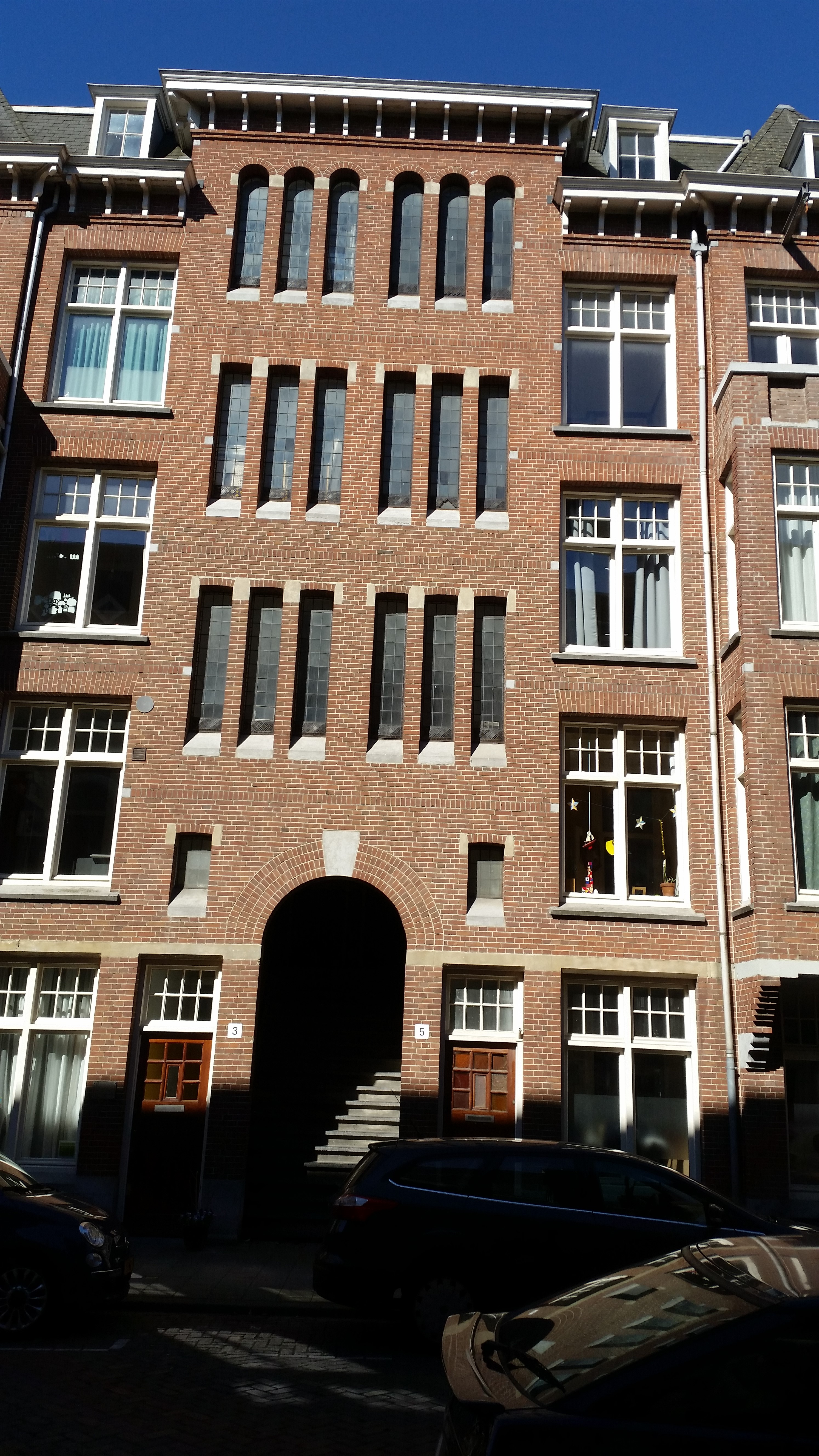
Lumeijstraat 3-5 (mei 2018)